# Sos (Huesca)
Sos es un lugar aragonés de la provincia de Huesca situado en la comarca de la Ribagorza, a 2 km de distancia de Sesué y es perteneciente a este municipio. En 2020 su población era de 17 habitantes.

## Toponimia
Su nombre procede del latín SUSUM-SURSUM: “hacia arriba”, variante de SUS: “arriba”. Se encuentra a 134 km de Huesca capital, a 12 km de Benasque. Es conocido por ser el pueblo más antiguo del Valle Sositana ahora conocido como Valle de Benasque.

## Historia
Sos parece ser que fue un pueblo de los “Sotiates”, tribus  habitantes de las grutas. A primeros del siglo XI, Sos era el núcleo más antiguo del Valle de Sositana, pertenecía a Villanova e incluía Cerler y Benasque. Estaban muy organizados: los pastos de las tierras del norte, los campos de cereales en el centro y los viñedos al sur.
Por estas épocas del siglo XI, en 1016, es asesinado el conde de Ribagorza, Guillermo Isárnez, su prima Doña Mayor gobernaba en su nombre el Valle Sositana y se había casado con el conde de Pallars, Ramón III. Unos años más tarde, tras ser repudiada por su marido, se quedó en el Valle aunque, al poco tiempo, va a ser expulsada por una rebelión de sus habitantes, huyendo a su tierra, a Castilla.
La iglesia del pueblo conocida como iglesia de San Andrés podría ser de estilo románica, del siglo XII y está construida sobre el solar de otra, aunque ha tenido posteriores reformas a lo largo de los siglos. En el pórtico de la puerta -con apariencia renacentista- está puesta la fecha de 1658.
La ermita más antigua es la de la Virgen del Puy, a la que acudían en tiempos también los vecinos de Ramastué y Eresué, la otra, la que van a conocer, es la de Santa Lucía.

## Demografía
En la actualidad cuenta con 17 habitantes según datos del INE. Mostramos un gráfico con la evolución de la población en las últimas décadas. 

## Fiestas patronales
La fiesta mayor es el 15 de agosto celebrándose misa baturra y una ronda.
La fiesta menor de Sos es el 30 de noviembre, San Andrés, manteniéndose la costumbre de que a mitad del baile los mayordomos desaparecen por las calles y vuelven de los huertos con unas hojas grandes.

## Geografía
Sos se encuentra en un llano bajo un cerro. Es uno de los pueblos que conforman el solano (Nombre que se le da a la ladera sobre la que se asientan) junto a Ramastué, Eresué , Arasán, Liri y Urmella.
Es conocido por el mirador que se encuentra en la ermita de Santa Lucía con vistas a la región B del valle de Benasque

## Datos de interés
Hasta hace poco tiempo existía una cofradía que ayudaba a los enfermos, en la que se les daban un campo para obtener fondos. Se hacía una misa por los difuntos el primer domingo de octubre y cada mujer de la cofradía recibía un litro de vino.
En el día de San Juan se encendía una hoguera en la plaza y en la ermita de Santa Lucía.

## Topónimos
A los de Sos les dicen “fartafabas” y tienen este dicho relacionado con Sesué:

“Pitarroy que s’escapa de Sos / y pilsán de Sesué / ya saben lo que ye padesé”.

También conservan esta frase referida a otros pueblos:

“Los de Graus, guardaus; los de Benás, lleban la coda arrastro y comen rebasto; los de Sahún son trabúcs; los de Seira, paneres; los de Sos, de dos en dos”.

Casas de Sos: según el libro ”Toponimia de Ribagorza, municipio de Sesué” de Jesús M. de las Pueblas y María A. Hidalgo, los nombres de las casas de Sos son:
| - Abadía - Alnon - Caballera - Carpintero - Casalero - Caseta - Chongrán | - Espada - Fenero - Forringas - Garsía - Guillem - Ixeia | - La Mora - Pascual - La Pllana - Rafel - Tramiga - y es posible que casa Francho. |

Algunos topónimos de Sos que les resultan interesantes son:
| - Costera d’Arguilers - Artigalaigua - Borrascal - Prau Carramolins - Barranco Chico - Partida Chilater - Partida de la Corona | - Las Costeras, La Cuasta - La Faixa Ferrero - Prau la Farray - La Filadera - Las Forcas - Prau de Francho - Fuertepueyo | - Prau l’Ordial - La Paga - La Pagul - Borda Piñana - Prau el Recastiello - La Tallada - Tisiarra - El Tusal |

## Idioma
Se conoce al patués al dialecto que se habla en la región del Valle de Benasque, es una variante de la lengua aragonesa. Según José Antonio Saura Rami la fabla de los pueblos de Sos, Sesué, Vilanova, Eresué, Ramastué, Arasán, Liri, Urmella, Bisaurri, Renanué, Gabás, Catejón de Sos, El Run y Chía forman parte de la zona B del aragonés benasqués cuya variante se diferencia por formar los plurales femeninos con -as.